# Phradis molestus
Phradis molestus là một loài tò vò trong họ Ichneumonidae.